# Bud Pinkston
Clarence Elmer „Bud” Pinkston (ur. 2 lutego 1900 w Wichicie, zm. 18 listopada 1961 w Detroit) – amerykański skoczek do wody. Wielokrotny medalista olimpijski.
Brał udział w dwóch igrzyskach (IO 20, IO 24), na obu zdobywał medale (łącznie cztery). W 1920 triumfował w skokach z wieży (5 i 10 m) i zajął drugie miejsce w skokach z trampoliny. Cztery lata później sięgnął po dwa brązowe medale. Był mistrzem USA.
Jego żoną była Betty Becker-Pinkston, także skoczkini i medalistka olimpijska. Po zakończeniu kariery sportowej został szkoleniowcem. Opiekował się m.in. swoją żoną.  W 1966 został przyjęty do International Swimming Hall of Fame.